# Edel 2
Pour les articles homonymes, voir Edel.
L'Edel 2 est une classe de voilier construite à 2 100 exemplaires par les chantiers Edel de 1966 à 1982. Ce croiseur côtier existe en deux versions : la version standard et la version micro-cupper. L'Edel 2 est insubmersible grâce à la mousse polyuréthane expansée qui remplit tous les volumes non-utilisables du bateau.